# Église en bois Saint-Pierre-et-Saint-Paul de Darosava
Pour les articles homonymes, voir Église Saint-Pierre-et-Saint-Paul.
L'église en bois Saint-Pierre-et-Saint-Paul de Darosava (en serbe cyrillique : Црква брвнара Светих Апостола Петра и Павла у Даросави ; en serbe latin : Crkva brvnara Svetih Apostola Petra i Pavla u Darosavi) est une église orthodoxe serbe située à Darosava, dans le district de Šumadija et dans la municipalité d'Aranđelovac en Serbie. Elle est inscrite sur la liste des monuments culturels protégés de la république de Serbie (identifiant no SK 358).

## Présentation

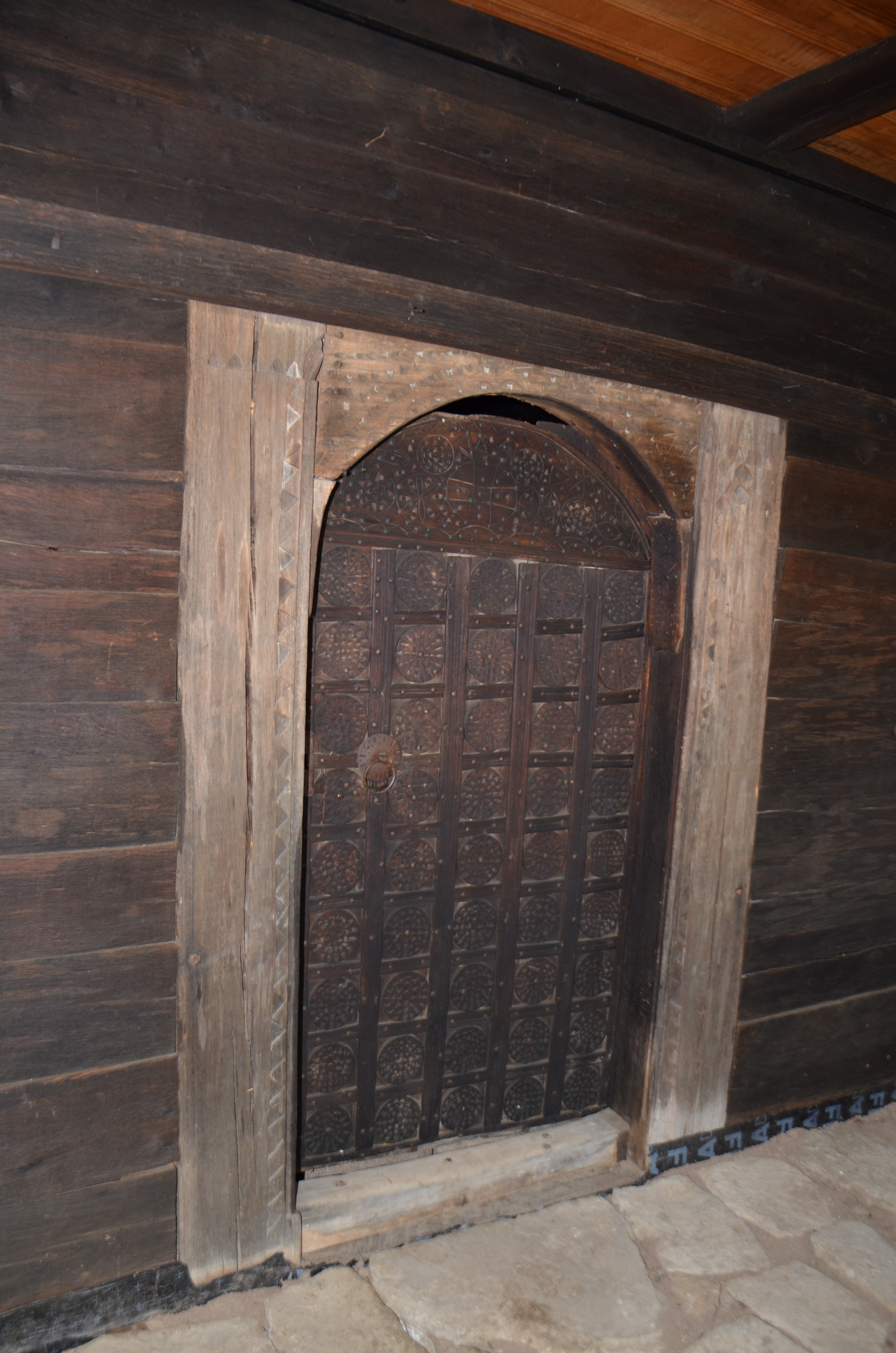
Détail de la porte d'entrée

L'église a été construite à l'époque des luttes de libération de la Serbie vis-à-vis de l'occupation ottomane, à l'époque du prince Miloš Obrenović. Mentionnée pour la première fois en 1833, elle a très vraisemblablement été édifiée en 1832 ; son iconostase, aujourd'hui préservée, a été peinte la même année. En 1841, elle a été transférée à son emplacement actuel, à 3 ou 4 km de son emplacement d'origine. Lors de ce transfert, l'édifice a subi quelques modifications.
Dans la seconde moitié du XIXe siècle, une maison paroissiale a été construite au nord de l'église, maison qui, plus tard, a été transformée en konak. Un clocher en bois a été érigé au nord-ouest de l'église dans la première moitié du XXe siècle. Un changement majeur a été effectué en 1905 à l'occasion d'une « restauration » de l'édifice : le toit recouvert de bardeaux a été remplacé par un toit recouvert de plaques d'étain ; en revanche, l'intérieur de l'église a préservé son apparence d'origine. Les rénovations des années 1970-1980 ont permis de restituer le toit en bois. L'église est restée en activité jusqu'en 2002, quand elle a été remplacée en tant qu'église paroissiale par la nouvelle église Saint-Siméon construite au centre du village ; elle n'est aujourd'hui utilisée qu'à l'occasion de certaines fêtes liturgiques.
L'iconostase de l'église a été peinte par Jeremija Mihailović, un artiste originaire de Bajevac.